# Ellery Queen's Penthouse Mystery
Pour plus de détails, voir Fiche technique et Distribution.
Ellery Queen's Penthouse Mystery est un film américain réalisé par James Patrick Hogan, sorti en 1941.

## Fiche technique
- Titre : Ellery Queen's Penthouse Mystery
- Réalisation : James Patrick Hogan
- Scénario : Eric Taylor (en) d'après The Three Scratches d'Ellery Queen
- Musique : Lee Zahler
- Pays de production : États-Unis
- Format : Noir et blanc - 1,37:1
- Genre : policier
- Date de sortie : 1941

## Distribution
- Ralph Bellamy : Ellery Queen
- Margaret Lindsay : Nikki Porter
- Charley Grapewin : Inspecteur Richard Queen
- Anna May Wong : Lois Ling
- James Burke : Sergent de police Velie
- Eduardo Ciannelli : Comte Brett
- Frank Albertson : Sanders
- Ann Doran : Sheila Cobb
- Noel Madison : Gordon Cobb
- Charles Lane : Doc Prouty
- Russell Hicks : Walsh
- Tom Dugan : McGrath
- Mantan Moreland : Roy
- Theodore von Eltz : Jim Ritter